# Großsteingräber bei Fredeburg
Die Großsteingräber bei Fredeburg sind zwei oder drei stark zerstörte megalithische Grabanlagen der jungsteinzeitlichen Nordgruppe der Trichterbecherkultur bei Fredeburg im Kreis Herzogtum Lauenburg in Schleswig-Holstein.

## Lage
Die Gräber befinden sich südlich von Fredeburg im Forst Farchau. Grab LA 53 liegt etwa 1,3 km südlich des Orts und Grab LA 54 weitere 1,2 km südsüdöstlich im Wensöhlengrund.

## Forschungsgeschichte
Karl Kersten dokumentierte im Zuge der archäologischen Landesaufnahme des Landes Schleswig-Holstein bei Fredeburg ein mögliches und zwei sichere Großsteingräber. 1951 publizierte Kersten die drei Anlagen in einer Monografie zu den vor- und frühgeschichtlichen Denkmälern des Kreises Herzogtum Lauenburg unter den Nummern Fredeburg LA 51, 53 und 54. Ernst Sprockhoff und Kurt Langenheim dokumentierten 1965 die Anlage LA 54 erneut für Sprockhoffs Atlas der Megalithgräber Deutschlands und führten sie hier unter der Nummer 288. Kerstens Gräber LA 51 und LA 53 ließ Sprockhoff aus nicht näher genannten Gründen unberücksichtigt.
| Landesaufnahme | Sprockhoff | Denkmal-ID           |
| -------------- | ---------- | -------------------- |
| 51             | –          | ?                    |
| 53             | –          | aKD-ALSH-Nr. 000 571 |
| 54             | 288        | aKD-ALSH-Nr. 000 572 |

## Beschreibung

### Grab LA 51
Unter der Nummer LA 51 dokumentierte Kersten eine Ansammlung von mehreren dicht beieinander liegenden Findlingen, die vielleicht ursprünglich zu einer megalithischen Grabkammer auf einer Anhöhe gehört haben könnten. 10 m nördlich der Steine wurde ein Granitstein in Form einer Reibkugel gefunden.

### Grab LA 53
Diese Anlage besitzt ein langgestrecktes Hünenbett mit einer Länge von etwa 20 m und einer Breite von etwa 7 m. Zur Orientierung macht Kersten keine Angaben. Die Hügelschüttung ist flach und besitzt auslaufende Ränder. An den Rändern sind zahlreiche Löcher zu erkennen, die wohl die früheren Standorte von entfernten Umfassungssteinen anzeigen. Mehrere Findlinge sind noch vorhanden. Über eine mögliche Grabkammer liegen keine Angaben vor.

### Grab LA 54
Die Anlage besitzt ein annähernd ost-westlich orientiertes Hünenbett mit einer Länge von etwas über 40 m und einer Breite von etwa 5,5 m. Die Hügelschüttung scheint weitgehend unversehrt. Sämtliche Umfassungssteine sind entfernt worden; hiervon zeugen tiefe Rinnen und Löcher an den Rändern der Lang- und Schmalseiten des Hünenbetts. Etwa 10 m vom Ostende entfernt befindet sich mittig im Hügel eine Grube, in der sich wohl einst die Grabkammer befand. Auch hier fehlen sämtliche Steine. Der Größe nach dürfte es sich bei der Kammer um einen kleinen Dolmen gehandelt haben.